# Beechcraft Super King Air
Beechcraft Super King Air je americký dvoumotorový turbovrtulový letoun.

## Vývoj

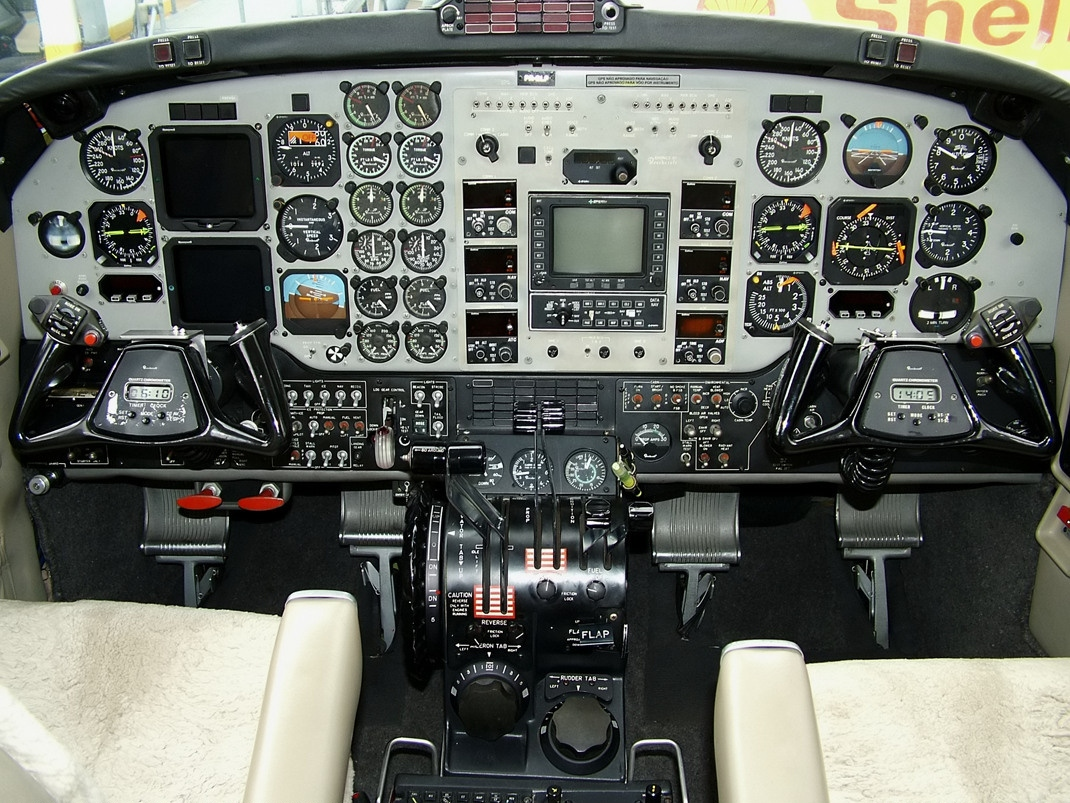
Kokpit letounu Beech B200 Super King Air

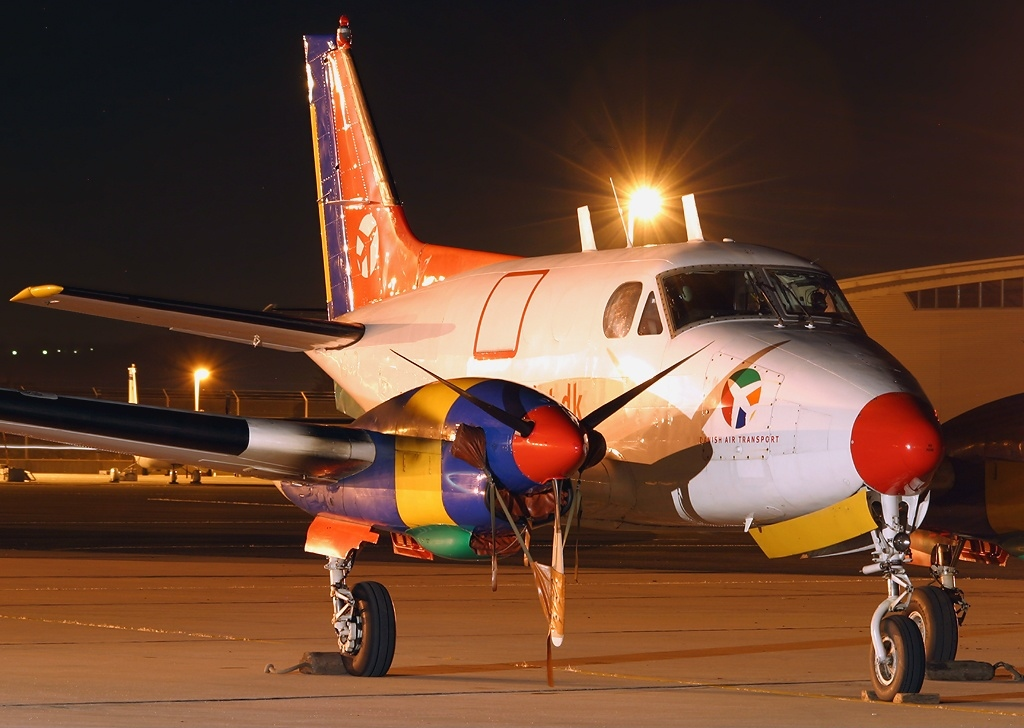
Beech B90 King Air (výr. č. LJ-327, OY-JRO, Danish Air Transport)

Záměnou dvojice pístových motorů Lycoming u letounu Beechcraft 88 Queen Air za turbovrtulové Pratt & Whitney Canada PT6A-6, vznikl první Beechcraft 90 King Air. Prototyp vzlétl 20. ledna 1964. Trup pojal dva členy osádky a 4 až 6 cestujících.
V roce 1966 byl na trh uveden Beechcraft A90 King Air s výkonnějšími motory PT6A-20 po 405 kW.
V roce 1968 byl nahrazen zdokonaleným modelem B90 King Air, jehož nosná plocha byla zvětšena z 25,9 m² na 27,31 m² ve snaze zdokonalit vzletové a přistávací vlastnosti a zvětšit dostup při zvýšené vzletové hmotnosti. Nový model měl zdokonalen i systém přetlakování a klimatizace kabiny.
Od září 1970 byl prodáván typ C90 King Air, jehož přetlakový systém byl upraven tak, že tlak vzduchu na úrovni hladiny moře byl udržován do výšky 3200 m, zatímco při letu v hladině 7530 m odpovídal tlak v kabině nadmořské výšce 3050 m. Ke změnám došlo i ve vytápění kabiny a odmrazování čelního štítku.
V květnu 1972 přibyl do řady King Air další člen, model E90. Pro zvýšení spolehlivosti provozu a prodloužení životnosti pohonných jednotek dostal výkonnější motory Pratt & Whitney of Canada PT6A-28, jejichž jmenovitý výkon 500 kW byl snížen na 404 kW. Rezerva výkonnosti byla využívána v případě přetížení letounu, nebo v kritických letových situacích při vzletu a stoupání. Dostup se podařilo zvýšit na 9420 m, dolet pak na 2742 km.
Od srpna 1969 byl zahájen prodej prodloužené verze Beechcraft 97 King Air A100 pro 13 pasažérů v přetlakové kabině, jehož dvojice motorů PT6A-28 již pracovala s plnou výkonností 507 kW. Křídlo bylo naopak poněkud zmenšeno.
Pro zákazníky preferující americké motory Garrett AiResearch přizpůsobil Beechcraft svůj výrobní program verzí King Air B100 s motory TPE 331-6-252B po 533 kW. Výkonnostně zlepšený letoun byl dodáván od léta 1975. V roce 1978 vznikla varianta King Air C100 opět s kanadskými motory PT6A-135 po 559 kW.

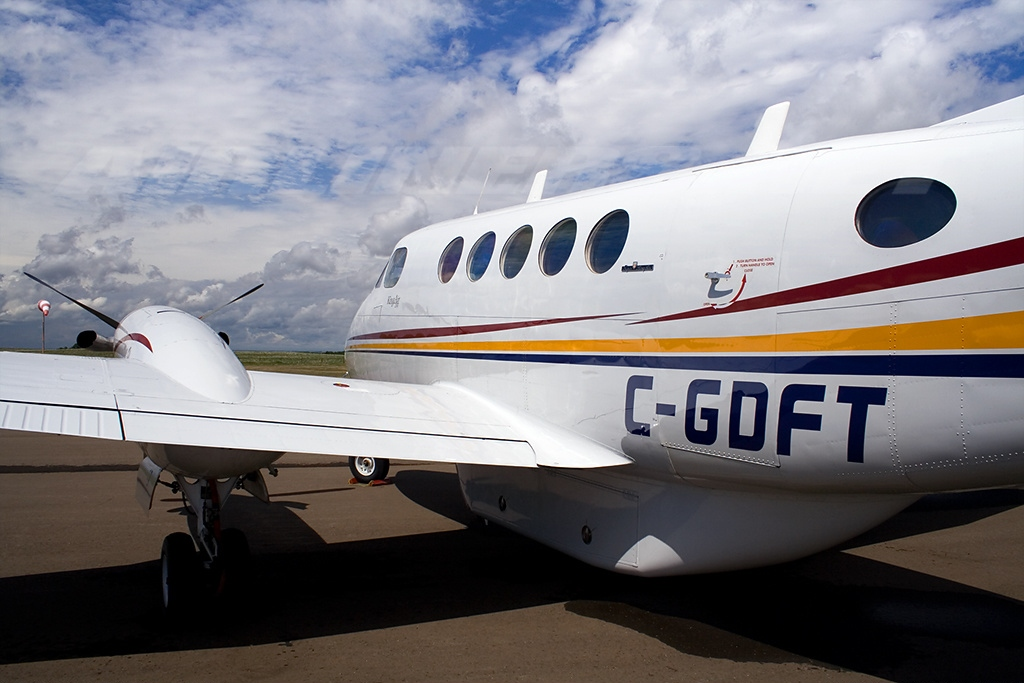
Beech 200 Super King Air (C-GDFT, North Cariboo Air), Kanada

Vývojem ze starších typů Model 90 a 100 vznikl Beechcraft 200 Super King Air, jehož prototyp byl zalétán 27. října 1972 a 15. prosince téhož roku druhý. Od svých předchůdců se odlišoval zejména novou zadní částí trupu s ocasními plochami ve tvaru písmene T. Díky novému uspořádání ocasních ploch se zvětšila celková délka stroje pro 6 až 8 cestujících a dva piloty. Zvýšená vzletová hmotnost byla kompenzována výkonnějšími pohonnými jednotkami PT6A-41 o výkonu 634 kW, které roztáčejí třílisté vrtule Hartzell o průměru 2,50 m. Samotné motory byly instalovány dále od přetlakové kabiny, což přispělo ke snížení vnitřní hladiny hluku. Zvětšené rozpětí se nejvíce projevilo v centroplánu, který obdržel obdélníkový půdorys bez skosení náběžné hrany do mírného šípu u trupu. V roce 1973 získal Super King Air osvědčení dohlédacího úřadu FAA o letové způsobilosti a zároveň byly zahájeny dodávky odběratelům. Na přání zákazníka lze na Super King Air umístit dvě kapkovité nádrže na oba konce křídla.
Při využití Super King Airu jako létající kanceláře je interiér opatřen šesti sedadly se stolky mezi nimi, malým konferenčním prostorem a pohovkou. Dopravní verze má deset sedadel s uličkou uprostřed.
Super King Air může mít nákladová vrata o rozměrech 1,23 x 1,32 m výklopná nahoru. První stroje s těmito vraty odebrala v sanitní verzi Libye a Austrálie, mají je také některé vojenské letouny.

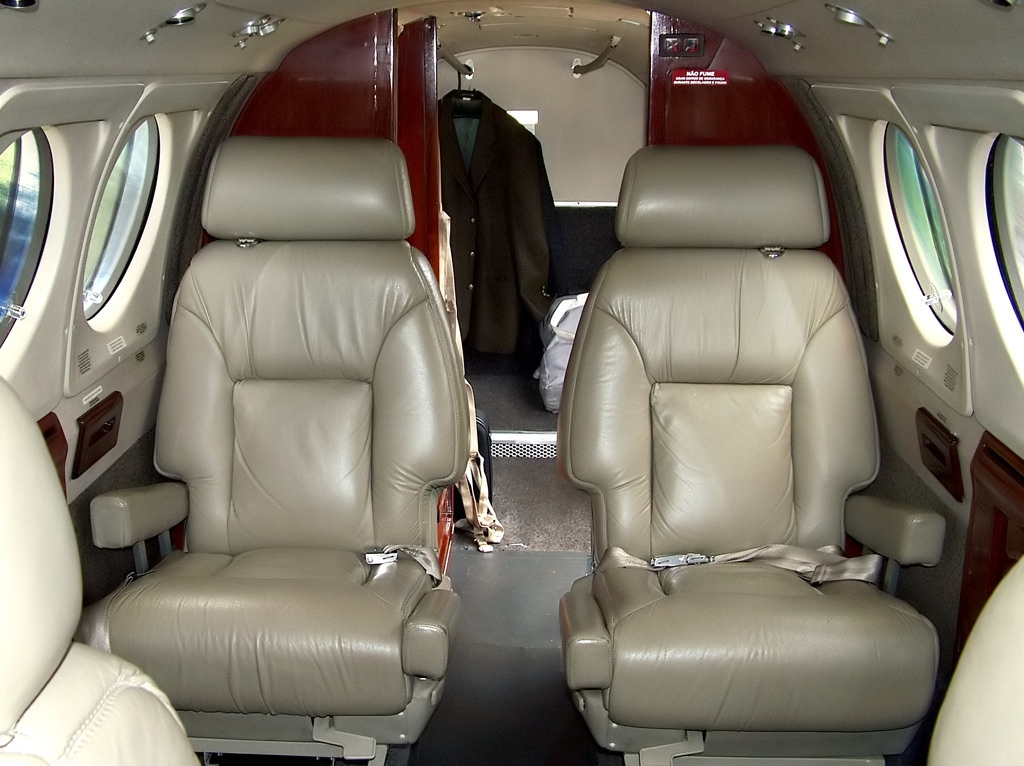
Interiér kabiny pro cestující letounu Beech B200 Super King Air

Vojenské Super King Airy jsou používány jako transportní, pro vedení elektronického boje a pro námořní a elektronický průzkum. Americká armáda převzala první vojenské varianty RU-21J a C-12A Huron během roku 1974. Následovalo námořní provedení UC-12B, vybavené stejně jako C-12C motory PT6A-41. Verze C-12D má větší rozpětí 16,92 m vzhledem k montáži přídavných nádrží. Elektronickému průzkumu slouží RC-12D s anténami na křídle. Vojenské verze UC-12B a B200T pro námořní průzkum mají podvozek se zvláštními koly, umožňujícími letounu setrvat delší dobu na hladině po nouzovém přistání. Vojenské stroje byly dodány také Armée de l'Air, Irsku, RAAF, Španělsku, Řecku a Tchaj-wanu.

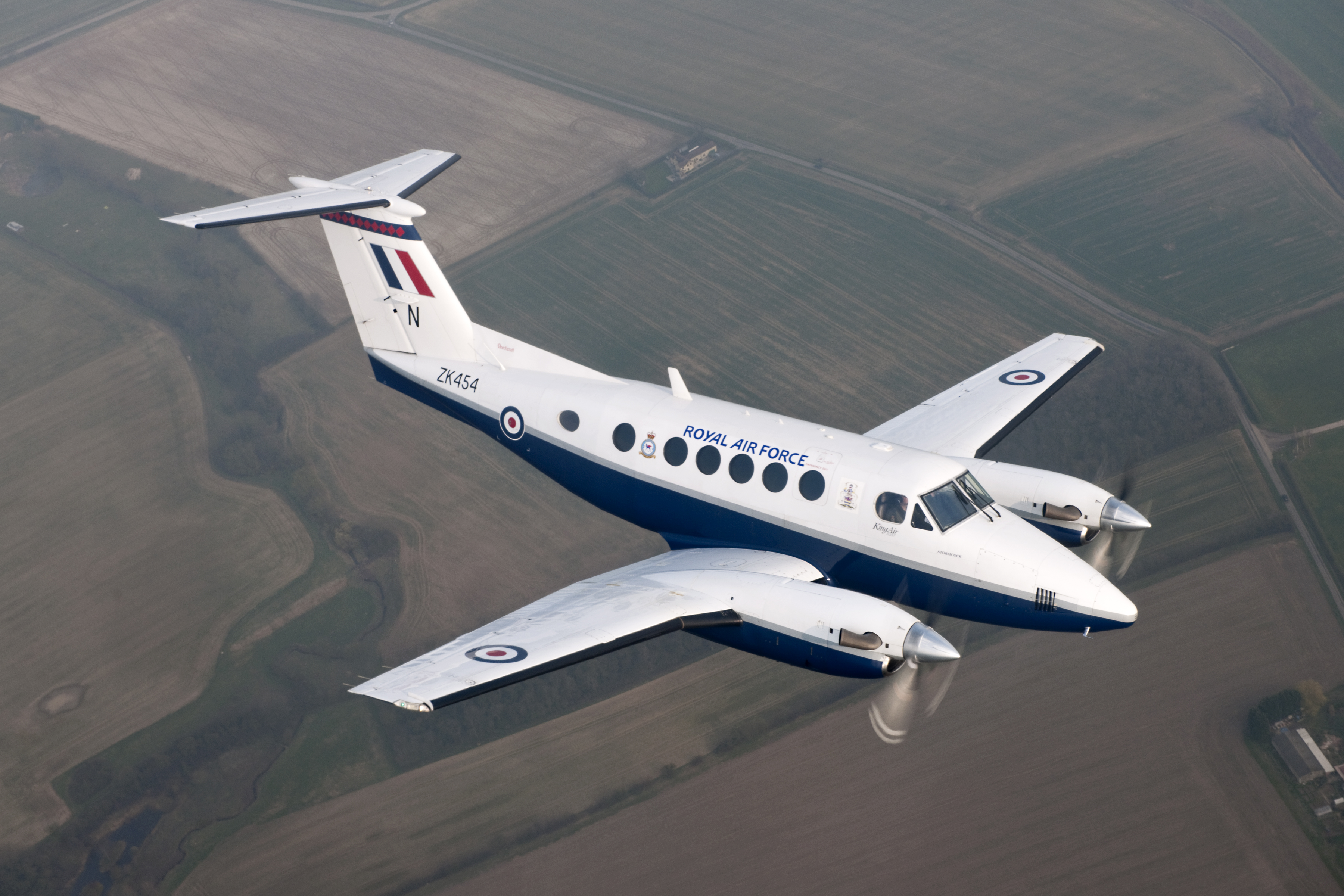
Super King Air B200 (ZK454), 45.(R) peruť Royal Air Force

Od března 1981 se dodává vylepšené provedení Super King Air B200 s motory PT6A-42, které mají oproti stejně výkonné verzi 41 výhodnější průběh výkonu v závislosti na výšce letu a s přetlakovým systémem, který pracuje s vyšším tlakovým rozdílem.
Verze B200C má nákladová vrata, B200T přídavné nádrže a B200CT obě tato zlepšení dodávaná za příplatek.
Zájem zákazníků o Super King Air 200 podnítil společnost Beechcraft Aircraft Corporation k vývoji kapacitně většího a výkonnějšího stroje Super King Air 300, jehož prototyp absolvoval zálet 3. září 1983. Americký úřad FAA udělil tomuto typu certifikaci v lednu 1984. Vylepšené provedení Super King Air 350 bylo představené na zasedání National Business Aviation Association v roce 1989. Další modernizací vznikla verze King Air 350i certifikovaná FAA i jeho evropským protějškem EASA (European Aviation Safety Agency) během prosince 2009. Za pohon až jedenáctimístného letounu byly vybrány dva motory PT-6A-60A o výkonu po 782 kW.

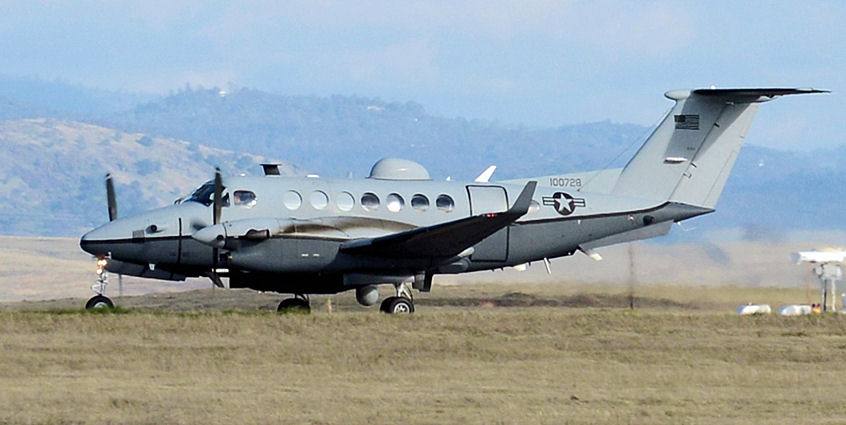
MC-12W Liberty, 427th Reconnaissance Squadron USAF

V rámci projektu Liberty, který USAF vytvořilo pro posílení vzdušné složky Inteligence, Surveillance and Reconnaissance (ISR) na území Iráku a Afghánistánu, vznikla další vojenská varianta pro sledování a průzkum MC-12W Liberty. Pro tento program byly jako základ vybrány letouny King Air 350 a 350ER (Extendet Range). MC-12W se od civilních variant odlišuje instalací kulové integrované senzorové věže MX-15 s optoelektronickými a infračervenými čidly pod centroplánem. K další elektronické výbavě patří SAR (Synthetic Aperture Radar), zařízení APS-34 Sea Vue a APS-143 Ocean Eye. Posádku tvoří dvojice pilotů a dva operátoři senzorů. Letoun pohání dva turbovrtulové motory Pratt & Whitney of Canada PT6A-60A se čtyřlistými vrtulemi Hartzel. První Liberty byl zařazen do stavu USAF v březnu 2009, od dubna začal operovat ze základny Key Field v Meridianu jako cvičný letoun. První operační let provedla čtyřčlenná posádka z 362nd Expeditionary Reconnaissance Squadron a 332nd Air Expedition Wing 10. června 2009 ze základny Balad. Exportní provedení King Air 350ER ISR převzala 87. peruť iráckého letectva, tři stroje pod označením Shadow R.1 RAF a dva letectvo Pákistánu.

## Specifikace

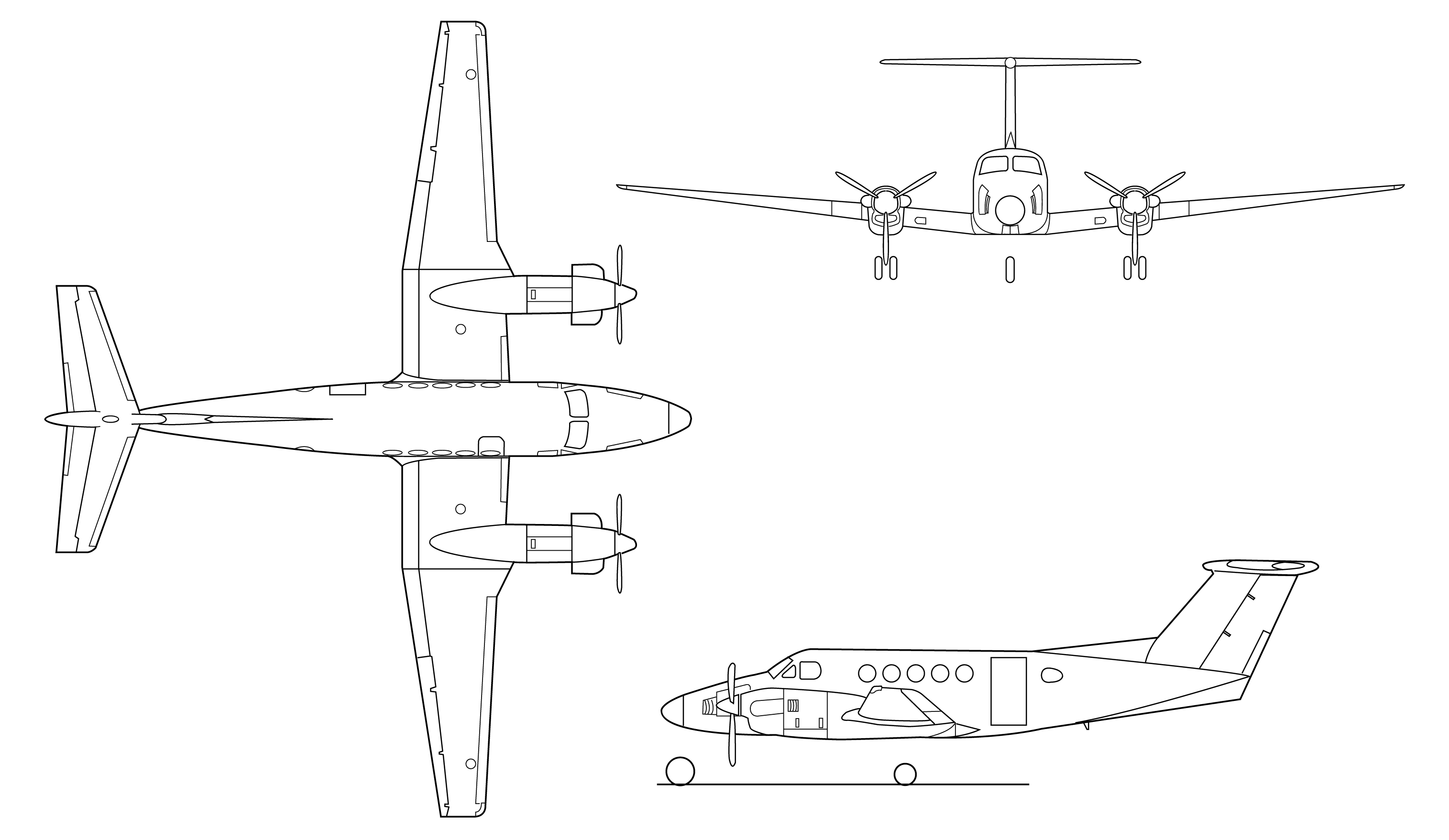
Třípohledový nákres Beechcraftu 200 Super King Air

Údaje dle platí pro verzi B-200

### Hlavní technické údaje
- Rozpětí: 16,61 m
- Délka: 13,34 m
- Výška: 4,57 m
- Nosná plocha: 28,15 m²
- Hmotnost prázdného letounu: 3419 kg
- Maximální vzletová hmotnost: 5670 kg

### Výkony
- Maximální rychlost v hladině 7620 m: 545 km/h
- Ekonomická cestovní rychlost v hladině 7620 m: 523 km/h
- Stoupavost: 12,5 m/s
- Dostup: 10 670 m
- Maximální dolet: 3760 km